# Pierre Picard
Pour l’article ayant un titre homophone, voir Pierre Picquart.
Pour les articles homonymes, voir Picard (homonymie).
Pierre Picard, né le 14 octobre 1910 à Paris 17e et mort le 12 juin 2004 à Paris 9e, est un homme politique et un résistant français.

## Biographie
Avocat de métier, il devient député UNR de Seine-et-Oise (11e circonscription) en 1958 en battant le socialiste César Collavéri et le communiste André Stil. Son mandat s'achève en 1962.
Il devient jusqu'en 1989, le président-directeur général de la société des huiles Yacco.
Président de la Fédération nationale Libre Résistance et vice-président de la Confédération de la France combattante (1946), membre du comité des anciens chefs de réseaux des Forces françaises combattantes, attaché au ministère de l’Information (1946), avocat à la cour de Paris puis au barreau de Chartres (1950), délégué régional du RPF puis adjoint au secrétaire général (1944-55), cofondateur avec Jacques Soustelle et secrétaire général de l’Union pour le salut et le renouveau de l’Algérie française (1956), cofondateur et ancien membre du Comité central de l’Union pour la Nouvelle République (1958), député UNR puis Unité de la République de Seine-et-Oise (11e circ. : Le Raincy) (1958-62), cofondateur et membre du bureau du Comité central provisoire du mouvement national Progrès et Liberté (président Jacques Soustelle) et secrétaire général de ce mouvement (1971-73), président-directeur général de la Société anonyme des huiles Yacco (1960-89), président de la Chambre syndicale nationale de l’industrie des lubrifiants, vice-président de l’Union européenne des indépendants en lubrifiants (1985-89), vice-président, président puis président d'honneur de la clinique Villa Médicis.

## Distinctions
- Officier de la Légion d'honneur
- Croix de guerre 1939–1945
- Médaille de la Résistance française
- Ordre de l'Empire britannique à titre militaire